# Littlehampton
Littlehampton est une station balnéaire du sud de l'Angleterre ayant le statut de paroisse civile. Elle est située dans le district d'Arun, dans le Sussex de l'Ouest, sur la rive gauche du fleuve Arun, au niveau de son embouchure. Littlehampton se trouve à 83 kilomètres au sud-ouest de Londres, à 28 kilomètres à l'ouest de Brighton et à 18 kilomètres à l'est de la cité de Chichester.
Selon le recensement de 2017, la ville a une population de 58 357 habitants.
La ville est notamment célèbre pour l'un de ses restaurants, le East Beach Cafe, dont l'architecture est l'œuvre du designer anglais Thomas Heatherwick.